# Мальчики возвращаются
«Мальчики возвращаются» (англ. The Boys Are Back) — британская драма 2009 года.

## Сюжет
Джо Варр счастливый семьянин. Работает спортивным журналистом. Он живёт с любимой женой и шестилетним ребёнком — Артуром. Но однажды его супруга умирает от рака. Его сын некоторое время не понимает, что случилось. Джо решает отправиться в небольшое путешествие, чтобы отвлечь ребёнка от тяжёлых мыслей. Однако скоро ребёнок начинает скучать, да и его отец с трудом скрывает горе.
Варр решает как можно меньше ругать и ограничивать ребёнка в его шалостях. Через несколько дней Джо встречает мать одного из одноклассников Артура, которая охотно соглашается иногда присматривать за его чадом. Некоторое время спустя прилетает сын Джо от первого брака. Справится ли Джо Варр с двумя детьми?

## В ролях
| Актёр              | Роль     |
| ------------------ | -------- |
| Клайв Оуэн         | Джо Варр |
| Эмма Бут           | Лора     |
| Лора Фрейзер       | Кэти     |
| Джордж МакКей      | Гэрри    |
| Николас МакАнульти | Арти     |
| Джулия Блейк       | Барбара  |